# Lijst van rijksmonumenten in Sappemeer
De plaats Sappemeer telt 18 inschrijvingen in het rijksmonumentenregister. Hieronder een overzicht.
| Object                                        | Oorspronkelijke functie?  | Bouwjaar                                                                      | Architect                          | Locatie                         | Coördinaten?                 | Nr.?   | Afbeelding                        |
| --------------------------------------------- | ------------------------- | ----------------------------------------------------------------------------- | ---------------------------------- | ------------------------------- | ---------------------------- | ------ | --------------------------------- |
| Voorm. Rijks Hogere Burgerschool              | Onderwijs en wetenschap   | 1868 1895 (uitbr.)                                                            | J.C. Hubscher                      | Noorderstraat 151               | 53° 9' 54" NB, 6° 47' 27" OL | 22265  | Meer afbeeldingen                 |
| Boerderij van het Oldambster type             | Boerderij                 | 1858                                                                          |                                    | Noorderstraat 136               | 53° 9' 49" NB, 6° 46' 51" OL | 22267  | Boerderij van het Oldambster type |
| Rooms-katholieke kerk (Sint-Willibrorduskerk) | Kerk en kerkonderdeel     | 1872-'73 1973 (herb. torenspits) 1994-'96 (rest.)                             | P.J.H. Cuypers N. Molenaar (uitv.) | Noorderstraat 152               | 53° 9' 49" NB, 6° 46' 59" OL | 22268  | Meer afbeeldingen                 |
| Hervormde kerk (Koepelkerk)                   | Kerk en kerkonderdeel     | 1653-'55 1791 (verb.) 1986-'90 (rest.)                                        | C. Roelofsz                        | Noorderstraat 169               | 53° 9' 56" NB, 6° 47' 34" OL | 22269  | Meer afbeeldingen                 |
| Hervormde kerk, twee toegangshekken           | Erfscheiding              | 1863 (hek kerkgebouw) 1869 (hek Noorderstr.)                                  |                                    | bij Noorderstraat 169           | 53° 9' 55" NB, 6° 47' 31" OL | 398178 | Meer afbeeldingen                 |
| Doopsgezinde kerk, orgel                      | Vanwege onderdelen kerk   | 1855 1866 (uitbr.)                                                            | G.W. Lohman P. van Oeckelen (1866) | Noorderstraat 53                | 53° 9' 53" NB, 6° 46' 54" OL | 460740 | Meer afbeeldingen                 |
| Welgelegen, borg                              | Kasteel, buitenplaats     | 1655 na 1735 (verb.)                                                          |                                    | De Vosholen 60 (bij Kleinemeer) | 53° 9' 16" NB, 6° 47' 50" OL | 515585 | Meer afbeeldingen                 |
| Welgelegen, tuin                              | Tuin, park en plantsoen   | na 1735 na 1916 (herinr.)                                                     |                                    | bij De Vosholen 60              | 53° 9' 14" NB, 6° 47' 51" OL | 515586 | Meer afbeeldingen                 |
| Welgelegen, dienstgebouw                      | Bijgebouwen kastelen enz. | 18e eeuw                                                                      |                                    | bij De Vosholen 60              | 53° 9' 16" NB, 6° 47' 49" OL | 515587 | Meer afbeeldingen                 |
| Welgelegen, brug en dam                       | Tuin, park en plantsoen   | 18e eeuw 1925-1950 (keermuren)                                                |                                    | bij De Vosholen 60              | 53° 9' 17" NB, 6° 47' 50" OL | 515588 | Meer afbeeldingen                 |
| Welgelegen, tuinmuur en trappen               | Tuin, park en plantsoen   | 18e eeuw (tuinmuur) 19e eeuw-1950 (trappen) 1925-1950 (verb. tuinmuur)        |                                    | bij De Vosholen 60              | 53° 9' 16" NB, 6° 47' 50" OL | 515589 | Meer afbeeldingen                 |
| Welgelegen, erfafscheiding                    | Tuin, park en plantsoen   | 19e eeuw                                                                      |                                    | bij De Vosholen 60              | 53° 9' 17" NB, 6° 47' 50" OL | 515590 | Meer afbeeldingen                 |
| Welgelegen, tuinsieraden                      | Tuin, park en plantsoen   | 1634 (zonnewijzer, gestolen rond 2009) 18e eeuw (putto) 19e eeuw (twee vazen) |                                    | bij De Vosholen 60              | 53° 9' 16" NB, 6° 47' 51" OL | 515591 | Meer afbeeldingen                 |
| Scheepswerf Wolthuis, dwarshelling            | Waterweg, werf en haven   | 1922                                                                          |                                    | bij Noorderstraat 308           | 53° 9' 49" NB, 6° 47' 47" OL | 515852 | Meer afbeeldingen                 |
| Scheepswerf Wolthuis                          | Industrie                 | ca. 1800 (schuur) ca. 1890 (werkplaats) 1925 (dienstwoning)                   |                                    | Noorderstraat 308               | 53° 9' 48" NB, 6° 47' 47" OL | 515853 | Meer afbeeldingen                 |
| Pakhuis strokartonfabriek                     | Opslag                    | 1939                                                                          | G. en W. Wieringa                  | Noorderstraat 394               | 53° 9' 44" NB, 6° 48' 17" OL | 515886 | Pakhuis strokartonfabriek         |
| Villa in eclectische stijl                    | Woonhuis                  | ca. 1880 1959 (verb.) 1963 (verb.)                                            |                                    | Violenstraat 34                 | 53° 9' 51" NB, 6° 46' 43" OL | 515889 | Meer afbeeldingen                 |
| Woonhuis                                      | Woonhuis                  | ca. 1850 1907 (huidige vorm) 1962 (verb.) 1963 (verb.)                        | E. Schreuder (1907)                | Noorderstraat 19                | 53° 9' 51" NB, 6° 46' 38" OL | 515894 | Meer afbeeldingen                 |